# Jaroslav Bednář
Jaroslav Bednář (ur. 9 listopada 1976 w Pradze) – czeski hokeista, reprezentant Czech.

## Kariera
- Slavia Praga (1994-1997)
  -  Kralupy nad Vltavou (1995)
- Sparta Praga (1997)
- HC Pilzno 1929 (1997-1998)
- Sparta Praga (1998-1999)
- JYP (1999-2000)
- HIFK (2000-2001)
- Manchester Monarchs (2001-2002)
- Los Angeles Kings (2001-2002)
- Florida Panthers (2002-2003)
- San Antonio Rampage (2003)
- Awangard Omsk (2003-2005)
- Slavia Praga (2005-2009)
- Torpedo Niżny Nowogród (2009-2010)
- HC Davos (2010-2011)
- HC Lugano (2011-2012)
- Slavia Praga (2012)
- SC Bern (2013)
- Slavia Praga (2013-2015)
- Mountfield Hradec Králové (2015-2018)
- HC Vrchlabí (2018-2020)
- Slavia Praga (2020-2021)

Wychowanek Slavii Praga. W swojej karierze grał w drużynach czeskiej ekstraligi, fińskiej SM-liiga, NHL, AHL, szwajcarskiej NLA, superlidze rosyjskiej i KHL. Od maja 2013 ponownie zawodnik Slavii. Od czerwca 2015 zawodnik Mountfield Hradec Králové. Od 2018 do 2020 był zawodnikiem HC Vrchlabí. W sierpniu 2020 po raz kolejny został graczem Slavii. Po sezonie 2020/2021 zakończył karierę.
Uczestniczył w turniejach mistrzostw świata w 2006, 2007.

## Sukcesy
Reprezentacyjne
- Srebrny medal mistrzostw świata: 2006

Klubowe
- Srebrny medal mistrzostw Czech: 2006, 2009 ze Slavią Praga
- Złoty medal mistrzostw Czech: 2008 ze Slavią Praga
- Złoty medal mistrzostw Rosji: 2004 z Awangardem Omsk
- Puchar Mistrzów: 2005 z Awangardem Omsk
- Złoty medal mistrzostw Szwajcarii: 2011 z HC Davos, 2013 z SC Bern
- Brązowy medal mistrzostw Czech: 2017 z Mountfield HK

Indywidualne
- SM-liiga (1999/2000):
  - Najlepszy zawodnik miesiąca - listopad 1999
- SM-liiga (2000/2001):
  - Pierwsze miejsce w klasyfikacji strzelców w sezonie zasadniczym: 32 gole (Trofeum Aarnego Honkavaary)
- Ekstraliga czeska w hokeju na lodzie (2007/2008):
  - Pierwsze miejsce w klasyfikacji strzelców w fazie play-off: 10 goli
  - Najbardziej Wartościowy Zawodnik (MVP) w fazie play-off
- Ekstraliga czeska w hokeju na lodzie (2008/2009):
  - Pierwsze miejsce w klasyfikacji strzelców w sezonie zasadniczym: 41 asyst
  - Pierwsze miejsce w klasyfikacji kanadyjskiej w sezonie zasadniczym: 68 punktów
  - Pierwsze miejsce w klasyfikacji +/- w sezonie zasadniczym: +31
- NLA (2010/2011):
  - Pierwsze miejsce w klasyfikacji asystentów w fazie play-off: 12 asyst
  - Pierwsze miejsce w klasyfikacji kanadyjskiej w fazie play-off: 15 punktów
- NLA (2011/2012):
  - Skład gwiazd
- Ekstraliga czeska w hokeju na lodzie (2016/2017):
  - Pierwsze miejsce w klasyfikacji asystentów w sezonie zasadniczym: 36 asyst
- Puchar Spenglera 2017:
  - Skład gwiazd turnieju